# Malcolm-Jamal Warner

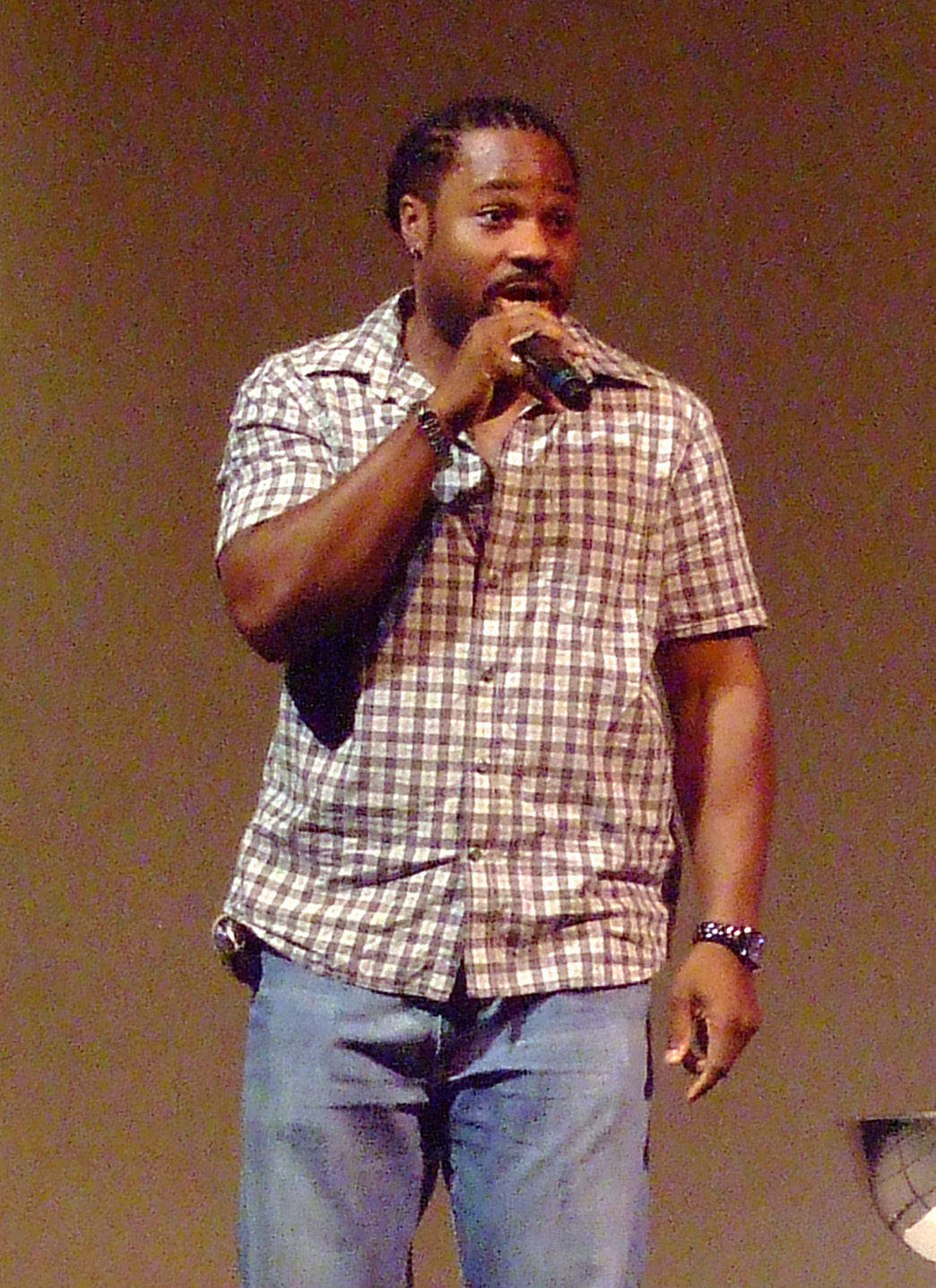
Malcolm-Jamal Warner (2007)

Malcolm-Jamal Warner (* 18. August 1970 in Jersey City, New Jersey; † 20. Juli 2025 in der Provinz Limón, Costa Rica) war ein US-amerikanischer Schauspieler und Musiker. Seine bekannteste Rolle war die des Theo Huxtable, die er von 1984 bis 1992 in der Bill Cosby Show spielte.

## Karriere
Seine erste Rolle hatte er 1982 in einer Folge der Detektivserie Matt Houston. 1983 folgte ein weiterer Gastauftritt in der Serie Fame, bevor er 1984 als Teenager die Rolle des Theodore Aloysius „Theo“ Huxtable bekam. In der US-Sitcom Die Bill Cosby Show spielte er diese acht Jahre lang. Es folgten die Kinofilme Drop Zone (1994) und Restaurant (1998) sowie Hauptrollen in den Serien Malcolm & Eddie (1996–2000) und Jeremiah – Krieger des Donners (2002–2004).
Bereits in der Bill Cosby Show führte Warner bei fünf Folgen Regie, das erste Mal 1990. Bei Malcolm & Eddie übernahm er in einigen Folgen mehrere Funktionen. Er war Darsteller, Produzent und Regisseur. Beim Kurzfilm This Old Man war er ebenfalls als Produzent und Regisseur tätig. Warners schauspielerisches Schaffen umfasst mehr als 80 Produktionen, zuletzt spielte er 2025 in drei Folgen der Krimiserie Alert: Missing Persons Unit mit.

### Musik
Im April 1993 trat Warner bei einer Aftershow von Prince im Cabaret Metro in Chicago auf. Er war Frontmann der Jazz-Band Miles Long, die er auf seinem eigenen Musiklabel Wonder Factory produzierte. Die Band brachte 2003 das Album The Miles Long Mixtape heraus, 2007 folgte Love & Other Social Issues. Seine Musik spielte er in der Serie Malcolm & Eddie.

## Privatleben
Warner hatte bis 1994 eine Beziehung mit der Schauspielerin Michelle Thomas, die in der Bill Cosby Show seine Freundin Justine Phillips spielte. Danach war er siebeneinhalb Jahre lang mit der Schauspielerin Karen Malina White liiert. Von 2011 bis März 2013 war Warner mit der Schauspielerin Regina King zusammen. Danach heiratete er und bekam eine Tochter, die Namen seiner Frau und des Kindes gab er nicht öffentlich bekannt, da er Bedenken wegen der Privatsphäre hatte.
Im Juli 2025 kam Warner während eines Familienurlaubs in Costa Rica beim Schwimmen ums Leben, nachdem er von einer Strömung erfasst wurde. Er wurde 54 Jahre alt.

## Filmografie (Auswahl)
Als Schauspieler
- 1982: Matt Houston (Fernsehserie, Folge 1x02)
- 1983: Fame – Der Weg zum Ruhm (Fernsehserie, Folge 2x22)
- 1984–1992: Die Bill Cosby Show (The Cosby Show, Fernsehserie, 176 Folgen)
- 1987: Ein Zuhaus für Joey (The Father Clements Story, Fernsehfilm)
- 1988–1989: College Fieber (A Different World, Fernsehserie, Folgen 1x22, 2x13)
- 1991: Der Prinz von Bel-Air (The Fresh Prince of Bel-Air, Fernsehserie, Folge 1x09, Folge 2x09)
- 1992–1993: Here & Now (Fernsehserie, 13 Folgen)
- 1994–1997: Der Zauberschulbus (The Magic School Bus, Fernsehserie, 41 Folgen, Sprechrolle)
- 1994: Drop Zone
- 1995: Die Ehre zu fliegen (The Tuskegee Airmen)
- 1995: Ein Hauch von Himmel (Touched by an Angel, Fernsehserie, Folge 1x10)
- 1996–2000: Malcolm & Eddie (Fernsehserie, 89 Folgen)
- 1999: Sliders – Das Tor in eine fremde Dimension (Sliders, Fernsehserie, Folge 4x19)
- 2002–2004: Jeremiah – Krieger des Donners (Jeremiah, Fernsehserie, 34 Folgen)
- 2004–2005: Listen Up (Fernsehserie, 22 Folgen)
- 2006: Dexter (Fernsehserie, Folge 1x10)
- 2008: Ein Schatz zum Verlieben (Fool’s Gold)
- 2008: The Cleaner (Fernsehserie, Folge 1x13)
- 2009: Sherri (Fernsehserie, 8 Folgen)
- 2010: True Blue (Fernsehfilm)
- 2011: Reed Between the Lines (Fernsehserie, 25 Folgen)
- 2011–2012: Community (Fernsehserie, 4 Folgen)
- 2013–2016: Major Crimes (Fernsehserie, 14 Folgen)
- 2014: Sons of Anarchy (Fernsehserie, 3 Folgen)
- 2014–2015: American Horror Story (Fernsehserie, 3 Folgen)
- 2015: Megachurch Murder
- 2016: American Crime Story (Fernsehserie, 4 Folgen)
- 2016: House of Lies (Fernsehserie, Folge 5x03)
- 2016–2017: Suits (Fernsehserie, 6 Folgen)
- 2017: Shot
- 2017–2018: Sneaky Pete (Fernsehserie, 5 Folgen)
- 2017: Lethal Weapon (Fernsehserie, Folge 1x11)
- 2017–2018: Girlfriends’ Guide to Divorce (Fernsehserie, 6 Folgen)
- 2018–2023: Atlanta Medical (Fernsehserie)
- 2023: The Irrational (Fernsehserie, Folge 1x06)
- 2024: 9-1-1 (Fernsehserie Folgen 7x07–7x10)
- 2025: Alert: Missing Persons Unit (Fernsehserie, 3 Folgen)

Als Produzent
- 1990: This Old Man (Kurzfilm)
- 1992: The Last Laugh: Memories of the Cosby Show
- 1998–1999: Malcolm & Eddie (Fernsehserie, 3 Folgen)
- 2011: Reed Between the Lines (Fernsehserie, 24 Folgen)

Als Regisseur
- 1990: This Old Man (Kurzfilm)
- 1990–1992: Die Bill Cosby Show (Fernsehserie, 5 Folgen)
- 1992: Der Prinz von Bel-Air (The Fresh Prince of Bel-Air, Fernsehserie, 1 Folge)
- 1996: Kenan & Kel (Fernsehserie, 2 Folgen)
- 1997–2000: Malcolm & Eddie (Fernsehserie, 15 Folgen)
- 2011: Reed Between the Lines (Fernsehserie, 2 Folgen)